# Melbourne Storm

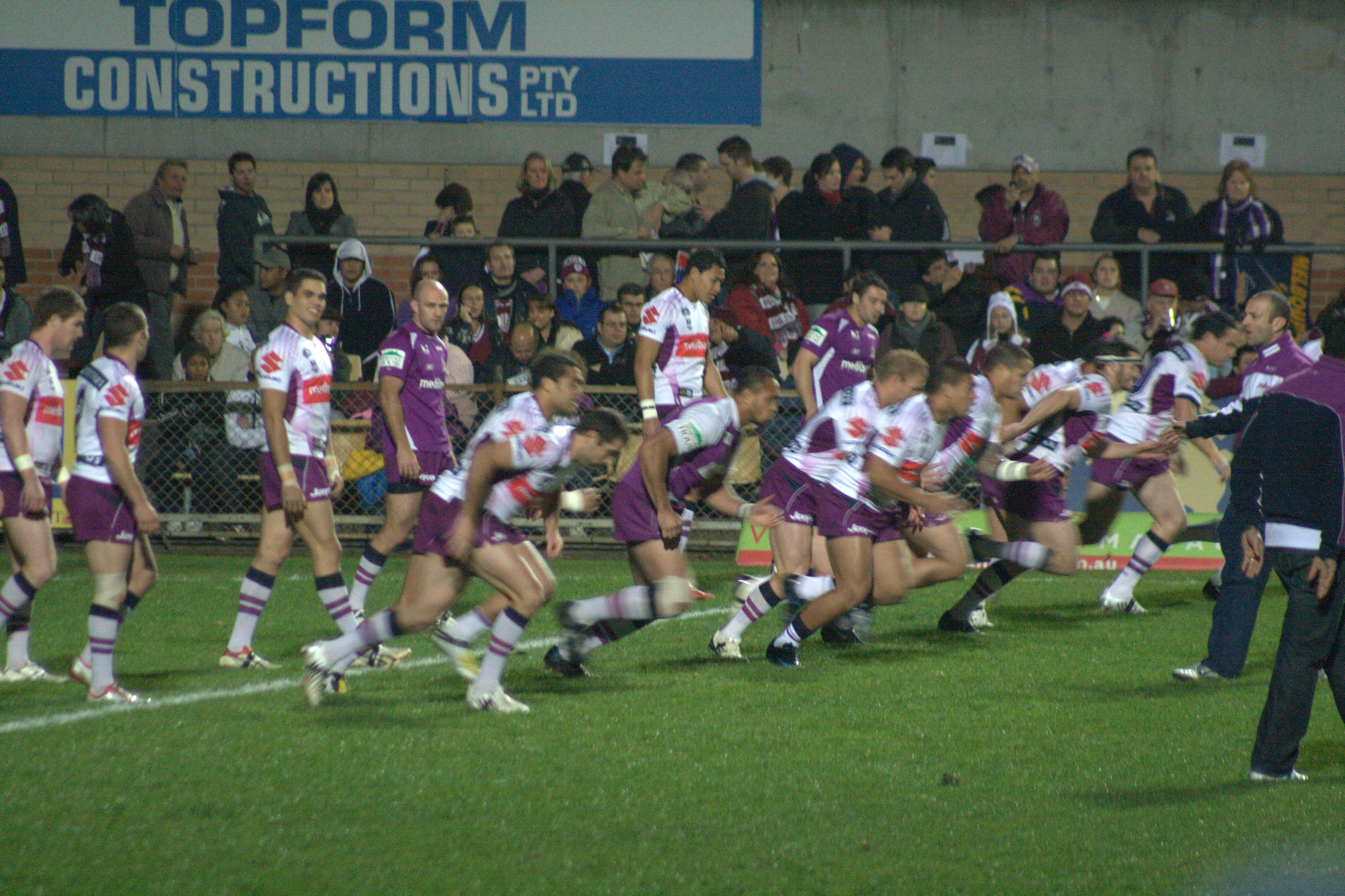
Plantel de Melbourne Storm de la temporada 2008

Melbourne Storm ("Tormenta de Melbourne") es un equipo de rugby league que representa a Melbourne en la National Rugby League desde su creación en 1998. Es el primer equipo profesional de rugby de la historia del estado de Victoria, donde nunca había sido popular. Su vestimenta es azul y púrpura con vivos blancos.
Originalmente jugaba en el Estadio del Parque Olímpico, aunque usó el Estadio Docklands en 2001, al igual que en los partidos de postemporada. Desde 2010, el Storm juega en el Estadio Rectangular de Melbourne.

## Historia
El Storm ganó la Gran Final de 1999, 2007, 2009 y 2012, en tanto que perdió en 2006 y 2008. También resultó primero en la temporada regular en 2006, 2007, 2008 y 2011, segundo en 2012, tercero en 1998, 1999 y 2013, y cuarto en 2009 y 2015.
Sin embargo, la institución admitió en 2010 que había evadido el tope salarial de jugadores por 3 millones de dólares australianos a lo largo de cinco años. Como sanción, se le quitaron los títulos logrados entre 2006 y 2009, y todos los puntos de la temporada 2010.
Algunos de los jugadores más destacados en la historia del Storm han sido Matt Geyer, Cameron Smith, Billy Slater, Cooper Cronk, Ryan Hoffman, Scott Hill, Marcus Bai, Matt Orford, Greg Inglis, Steven Bell, Steve Turner y Aaron Moule.

## Palmarés

### Campeonatos mundiales
- World Club Challenge (3): 2000, 2013, 2018.

### Campeonatos nacionales
- National Rugby League (4): 1999, 2012, 2017, 2020.

- Minor Premiership (6): 2011, 2016, 2017, 2019, 2021, 2024.